# 傑森·奧爾迪恩
傑森·奧爾迪恩·威廉姆斯（英語：Jason Aldine Williams；1977年2月28日—）是美國的一位鄉村音樂歌手。他在2005年出道，迄今為止已經發行了六張個人專輯。他在2001年和他高中時代的女友結婚，2013年離婚。2015年和交往3年的女友结婚。

## 外部連結
- 官方网站
- 傑森·奧爾迪恩在Allmusic上的頁面
- . Great American Country（英语：Great American Country）.   [2008-03-30]. （原始内容存档于2012-09-04）.
- Wikipedia:Fact or Fiction - Jason Aldean, video and article, October 24, 2014